# Zespół Szkół nr 3 im. Walentego Lipińskiego i Mateusza Beksińskiego w Sanoku

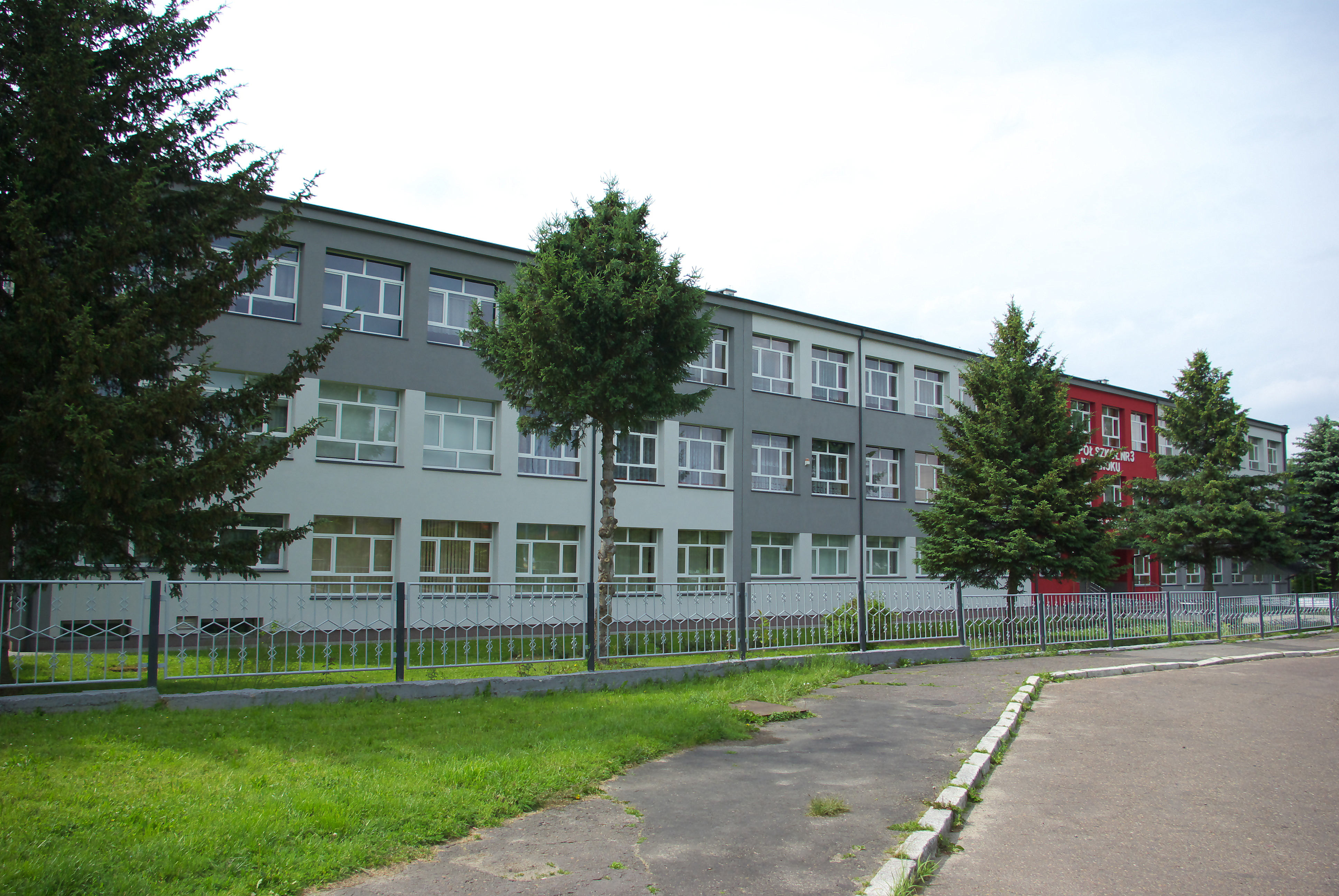
Widok budynku szkoły od ulicy Stróżowskiej

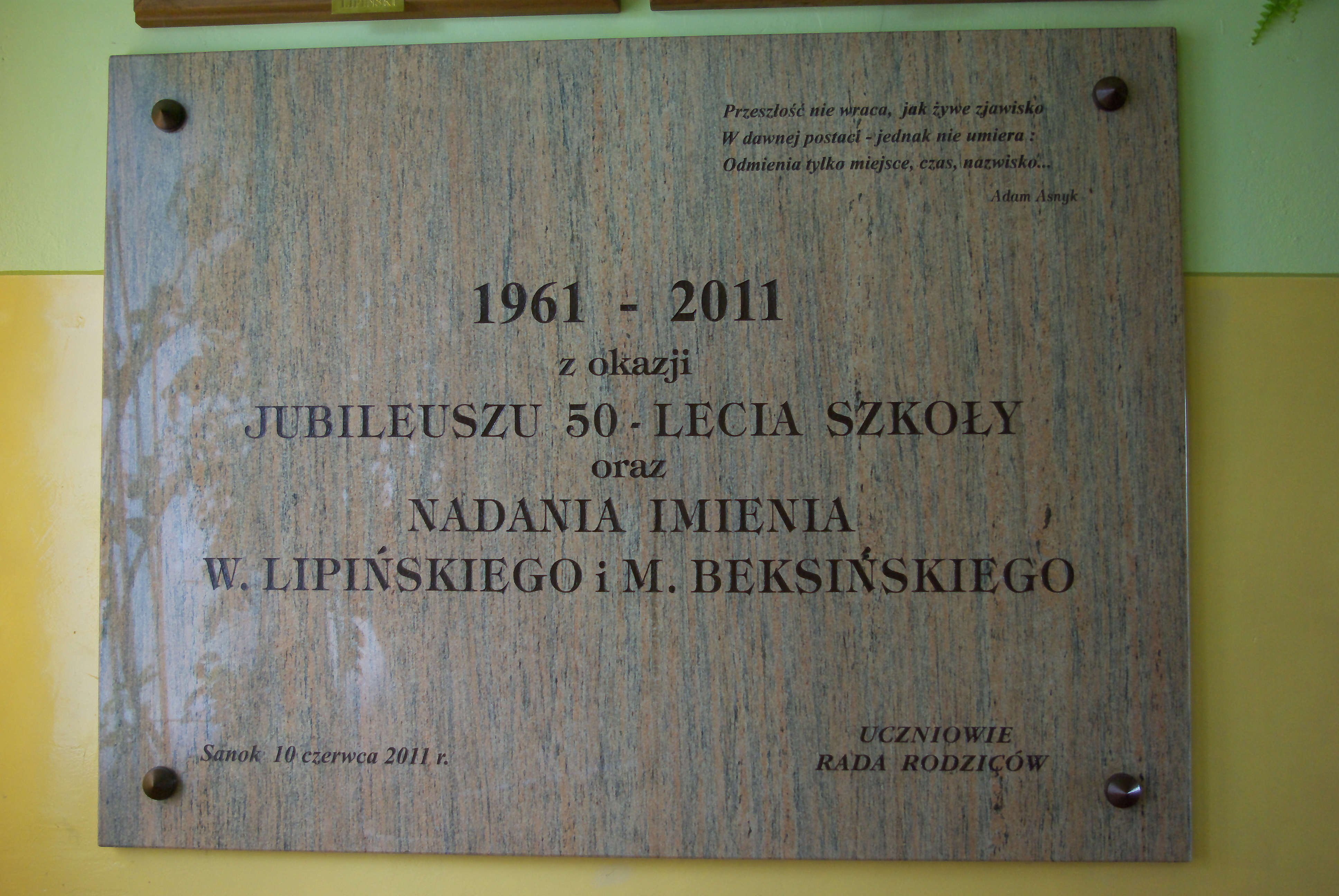
Tablica pamiątkowa z okazji jubileuszu 50-lecia szkoły 1961 – 2011 i nadania imienia patronów

Zespół Szkół nr 3 im. Walentego Lipińskiego i Mateusza Beksińskiego w Sanoku – zespół szkół ponadgimnazjalnych i ponadpodstawowych w Sanoku.

## Historia
Pierwotnie w 1946 została założona szkoła zawodowa (obecnie Zespół Szkół nr 2 im. Grzegorza z Sanoka w Sanoku) pod patronatem sanockiej Fabryki Wagonów, działając przy ulicy Stróżowskiej 15. W ramach jej Technikum Mechanicznego 1 września 1961 zainaugurowała działalność Zasadnicza Szkoła Zawodowa Sanockiej Fabryki Autobusów, funkcjonująca pod patronatem następcy Fabryki Wagonów, zakładu Autosan. Akt erekcyjny wydał Minister Przemysłu Ciężkiego Franciszek Waniołka 24 lipca 1961. W jej ramach odbywało się trzyletnie kształcenie w zawodach tokarz, ślusarz, spawacz, lakiernik, a później także blacharz, mechanik maszyn, mechanik urządzeń przemysłowych. W roku szkolnym 1964/65 nastąpiło usamodzielnienie szkoły. Budynek nowej szkoły powstawał od marca 1973 do 1974 i stanowił go gmach o kubaturze 13 000m³. W 1974 szkoła została wyodrębniona w Zespół Szkół Zawodowych SFA i od 1 września 1974 przeniesiona do odrębnej siedziby, przy ulicy Stróżowskiej 16. Zwyczajowo szkoła zyskała przydomek „przyzakładówka”. W 1981 obchodzono 20-lecie istnienia szkoły.
W pierwszej połowie lat 80. przy szkole powstały warsztaty, których wykonawcą było Sanockie Przedsiębiorstwo Budowlane. W 1988 zapoczątkowano trzyletnie technikum dla absolwentów szkół zawodowych, a od 1991 pięcioletnie technikum dla absolwentów szkół podstawowych. Od 1991 szkoła funkcjonowała pod nazwą Zespół Szkół Technicznych. Od 1995 utworzono w ramach szkoły Informatyczne Centrum Doskonalenia Zawodowego, wprowadzono kształcenie dla dorosłych, szkołę policealną (Policealne Studium Zawodowe), liceum zawodowe. Od 1999 działało technikum mechaniczne trzy- i pięcioletnie, liceum zawodowe, liceum techniczne oraz studium zawodowe i policealne. W 2002 szkoła została przemianowana na Zespół Szkół nr 3. Od tego czasu zostały wprowadzone: liceum ogólnokształcące o profilu matematyczno-informatycznym, czteroletnie oraz trzyletnie technikum mechaniczne, liceum profilowane, dwuletnia zasadnicza szkoła zawodowa. 30 sierpnia 2010 decyzją Rady Pedagogiczne przemianowano nazwę na Zespół Szkół nr 3 im. Walentego Lipińskiego i Mateusza Beksińskiego w Sanoku. Patroni szkoły Walenty Lipiński i Mateusz Beksiński w 1832 założyli w Sanoku warsztat kowalsko-kotlarski, tym samym byli protoplastami późniejszej Fabryki Wagonów i fabryki autobusów Autosan.
W 1978 Zespołowi Szkół Zawodowych Sanockiej Fabryki Autobusów przyznano Złotą Odznakę Polskiego Związku Podnoszenia Ciężarów.

## Sport
Podjęto decyzję o stworzeniu w Zasadniczej Szkole Przyzakładowej „Autosan” klasy sportowej w podnoszeniu ciężarów od roku szkolnego 1974/1975 pod auspicjami klubu Sanoczanka Sanok.
Przez lata sala gimnastyczna szkoły służyła w mieście jako hala sportowa (pojemność dla 1000 widzów). Zawody rozgrywali w niej zawodnicy miejscowych klubów sportowych: sekcji bokserskiej i siatkarskiej Stali Sanok, ciężarowcy Sanoczanki Sanok. W dniach 7–9 listopada 1980 w hali odbyły się młodzieżowe Mistrzostwa Polski w podnoszeniu ciężarów. W ramach obchodów 150-lecia fabryki 7 sierpnia 1982 został rozegrany mecz reprezentacji piłki siatkowej kobiet Polska–Korea Północna (2:3). W hali swoje mecze rozgrywała drużyna piłki siatkowej mężczyzn, TSV Sanok. Uczeń szkoły, Michał Futyma, zdobył brązowy medal w trójskoku podczas Młodzieżowych Mistrzostw Polski w Lekkoatletyce 2005.

## Upamiętnienie
W hallu głównym gmachu szkoły została umieszczona tablica pamiątkowa poświęcona patronom szkoły, Mateuszowi Beksińskiemu i Walentemu Lipińskiemu, ustanowiona 10 czerwca 2011. W treści inskrypcji wykorzystano cytat autorstwa poety Adama Asnyka: „Przeszłość nie wraca, jak żywe zjawisko / W dawnej postaci – jednak nie umiera: / Odmienia tylko miejsce, czas, nazwisko” Adam Asnyk. 1961 – 2011 z okazji jubileuszu 50-lecia szkoły oraz nadania imienia W. Lipińskiego i M. Beksińskiego. Sanok 10 czerwca 2011 r. Uczniowie Rada rodziców.

## Dyrektorzy
- Tadeusz Słaby (1961-1962)
- Wacław Machnik (1962-1964)
- Józef Sarna (1964-1965)
- Mieczysław Majewski (1965-1974)
- Jan Skarbowski (1974-1980)
- Mieczysław Majewski (1980-1981)
- Gustaw Magusiak (1981-1987)
- Marian Kowalewicz (1987-1991)
- Tadeusz Kenar (1991-2002)
- Krzysztof Futyma (od 2002)

## Nauczyciele
- Wiesław Nahurski – w latach 60. nauczyciel dochodzący przedmiotów WOP, gospodarka przedsiębiorstw, organizacja produkcji[14][15][16].
- Franciszek Oberc – w roku szkolnym 1989/90 nauczyciel dochodzący przedmiotu podstawy psychologii pracy[17].
- Wanda Wojtuszewska – nauczycielka matematyki[18]

## Absolwenci
- Grzegorz Mermer – hokeista (absolwent ZSZ SFA w zawodzie frezera)[19].
- Marian Podczaszy – bokser, w trakcie nauki szkolnej złoty medalista XV Ogólnopolskiej Spartakiady Młodzieży w Olsztynie w 1988[20][21][22].